# Bacchisa siamensis
Bacchisa siamensis är en skalbaggsart som beskrevs av Stefan von Breuning 1959. Bacchisa siamensis ingår i släktet Bacchisa och familjen långhorningar. Inga underarter finns listade.